# Sam McQueen
Samuel James "Sam" McQueen (ur. 6 lutego 1995) – angielski piłkarz. Do drużyny Świętych dołączył w 2003 roku i jest związany z tym klubem od początku kariery. Występował na pozycji pomocnika, bądź bocznego obrońcy.

## Kariera

### Wczesna kariera
McQueen urodził się w Southampton, a następnie uczęszczał do szkoły w Romsey w Hampshire. W wieku ośmiu lat dołączył do piłkarskiej szkółki Southampton. Był jednym z zawodników w młodzieżowej drużynie Southampton U-13. W tym zespole grali także inni wychowankowie klubu, min: James Ward-Prowse, Luke Shaw, Calum Chambers, Harrison Reed, Jake Sinclair i Jordan Turnbull.

### Kariera klubowa
McQueen po raz pierwszy znalazł się w kadrze seniorskiej Southampton w dniu 15 lutego 2014 roku w meczu piątej rundy FA Cup w meczu z Sunderlandem. Pojawił się na boisku w drugiej połowie, zmieniając Adama Lallanę. W dniu 17 czerwca 2014 roku podpisał nowy 4-letni kontrakt. W styczniu 2016 roku McQueen został wypożyczony do drużyny Southend United. Swój pierwszy mecz rozegrał w domowym meczu ligowym z Coventry City. Wszedł na boisko w 86 minucie spotkania. 11 dni później zdobył swoją pierwszą bramkę w dorosłej karierze podczas derbowego spotkania z Colchester United. W sezonie 2016/17 znalazł się w szerokiej kadrze Southampton. Jego debiut w Premier League miał miejsce 16 października w spotkaniu z Burnley, wygranym 3-1. Wszedł w 14 minucie, zmieniając kontuzjowanego Matta Targetta.
5 grudnia 2016 roku przedłużył umowę z klubem do 2021 roku. 1 stycznia 2022 roku postanowił zakończyć karierę piłkarską.

## Kariera reprezentacyjna
W marcu 2017 roku McQueen dostał pierwsze powołanie do reprezentacji Anglii U-21 na mecze towarzyskie z Niemcami i Danią. 27 marca zadebiutował przeciwko Danii. Trener Aidy Broothroyd powiedział, że McQueen zagrał znakomicie. Wcześniej nie dostał szansy gry podczas meczu z Niemcami.

## Sukcesy
Akademia Southampton
- Puchar Ligi Angielskiej U-21: 2014/15[14]

Southampton
- Finalista Pucharu Ligi Angielskiej: 2017